# Acontia inexacta
Acontia inexacta är en fjärilsart som beskrevs av Walker 1870. Acontia inexacta ingår i släktet Acontia och familjen nattflyn. Inga underarter finns listade i Catalogue of Life.